# EcoQuest: The Search for Cetus
EcoQuest: The Search for Cetus è un'avventura grafica educativa sviluppata dalla Sierra On-Line per i sistemi Microsoft Windows e pubblicata nel 1991, inizialmente su floppy disk. In seguito venne sviluppata una versione su CD-ROM con dialoghi parlati e una grafica migliorata. Il videogioco ha avuto un seguito, EcoQuest 2: Lost Secret of the Rainforest, pubblicato due anni dopo.
Questa è stata l'ultima serie Sierra del tipo Quest ed era indirizzata a un pubblico molto giovane. L'obiettivo della serie era di insegnare alle nuove generazioni l'importanza del rispetto della natura e dell'ecologia. I videogiochi sono considerati semplici per lo standard Sierra.

## Trama
Il protagonista è un bambino di 12 anni chiamato Adam Greene, figlio di un'ecologista ed esperto subacqueo. Adam decide di aiutare un delfino. Il delfino ha perso suo padre e la ricerca di questo coinvolgerà Adam in una bizzarra avventura. Durante la ricerca Adam incontrerà animali parlanti, regnanti del mare, e imparerà l'importanza dell'ecosistema e della sua conservazione.

## Modalità di gioco
Il giocatore non può morire o finire in vicoli ciechi per precludano la fine del videogioco. L'interfaccia grafica è totalmente gestita tramite mouse.

## Sviluppo
L'idea del progetto venne a Bill Davis, Sierra VP e sviluppatore. Gli autori della serie sono comunque Jane Jensen e Gano Haynes, sebbene Jane non abbia partecipato alla realizzazione del secondo episodio preferendo concentrarsi sullo sviluppo della serie di Gabriel Knight.